# Moral de Sayago
Moral de Sayago – gmina w Hiszpanii, w prowincji Zamora, w Kastylii i León, o powierzchni 67,04 km². W 2011 roku gmina liczyła 304 mieszkańców.